# تساوی (ریاضیات)

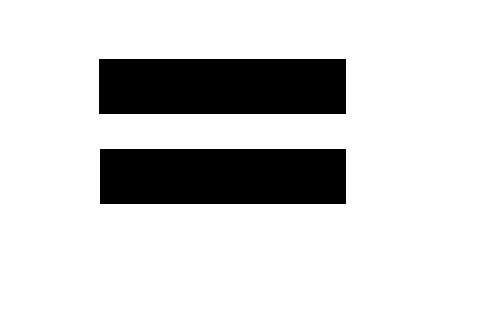
تساوی

در ریاضیات، تساوی یا برابری، رابطه ایست بین دو کمیت، یا کلی تر، دو عبارات ریاضی، که ادعا می‌کند آن کمیت‌ها دارای مقدار یکسانی اند، یا آن عبارات نشان دهنده شیء ریاضیاتی یکسانی‌اند. تساوی بین A و B را به صورت A = B می‌نویسند و می‌خوانند A مساوی است با B. نماد «=» را «علامت مساوی» گویند؛ بنابراین سه نوع تساوی وجود دارد که به روش‌های مختلفی صوری‌سازی شده‌اند:
- تساوی دو نماد، به شیء یکسان اشاره می‌کنند.[۱]
- دو مجموعه مساوی، دارای عناصر یکسان هستند.[۲]
- تساوی دو عبارت، ارزشی یکسان تداعی می‌کند، مانند یک عدد، بردار، تابع یا مجموعه.
- تساوی شامل دو نوع است: برداری و مختصاتی.

اینها را به ترتیب می‌توان به عنوان مفاهیم منطقی، نظریه مجموعه‌ای و جبری از تساوی محسوب کرد.

## ریشه‌شناسی
ریشه‌شناسی این کلمه، از aequālis در لاتین («برابر»، «مثل»، «قابل مقایسه»، «مشابه») از aequus («برابر»، «مرتبه»، «عادلانه»، «فقط») می‌آید.

## تساوی در منطق ریاضی

### فرمول بندی منطقی
لایبنیتس مفهوم تساوی را به شرح زیر مشخص نمود:
برای هر x و y، داریم x = y اگر و تنها اگر برای هر محمول P، داشته باشیم‏ P(x)‎ اگر و تنها اگر‏ P(y)‎.
در این قانون،‏ «P(x)‎ اگر و تنها اگر‏ P(y)»‎ را می‌توان به‏ «P(x) ‎اگر‏ P(y)‎» تضعیف کرد؛ که قانون اصلاح شده، معادل فرمول بندی اصلی است.
به جای در نظر گرفتن قانون لایبنیتس به عنوان یک گزاره درست که می‌شود از قوانین معمول منطق (از جمله اصول موضوعه مربوط به تساوی مانند تقارنی، انعکاسی و جایگزینی) آن را نتیجه گرفت، آن را می‌توان به عنوان تعریف تساوی در نظر گرفت. خاصیتِ رابطه هم‌ارزی بودن و همچنین خواصی که پایین‌تر فهرست شده‌اند را می‌توان پس از آن ثابت کرد: آن‌ها به قضیه بدل می‌شوند.

### برخی خواص منطقی مقدماتی تساوی
خاصیت جایگزینی می گوید:
- برای هر کمیت a و b و هر عبارت‏ F(x)‎، اگر a = b آنگاه‏ F(a) = F(b) ‎ (اگر هر دو طرف معنی دار باشند، یعنی خوش ساخت باشند).

در مرتبه اول منطق، این یک طرح است، چرا که نمی‌توانیم به روی عباراتی مانند F سور بزنیم (که یک محمول تابعی خواهد بود).
برخی از مثال‌های خاص از این، عبارتند از:
- برای اعداد حقیقی b ،a و c، اگر a = b آنگاه a + c = b + c (در اینجا‏ F(x)‎ برابر x + c است)؛
- برای اعداد حقیقی b ،a و c، اگر a = b آنگاه a − c = b − c (در اینجا‏ F(x)‎ برابر x − c است)؛
- برای اعداد حقیقی b ،a و c، اگر a = b، آنگاه ac = bc (در اینجا ‏F(x)‎ برابر xc است)؛
- برای اعداد حقیقی b ،a و c، اگر a = b و c ناصفر باشد، آنگاه a/c = b/c (در اینجا ‏F(x) ‎برابر x/c است).

خاصیت انعکاسی می گوید:
برای هر کمیت a، داریم a = a.
این ویژگی عموماً در اثبات‌های ریاضی به عنوان یک مرحله میانی مورد استفاده قرار می‌گیرد.
خاصیت تقارنی می گوید:
- برای همه کمیات a و b، اگر a = b آنگاه b = a.

خاصیت تعدی می گوید:
- برای همه کمیات b ،a و c، اگر a = b و b = c آنگاه a = c.

این سه ویژگی، در ابتدا در اصول پئانو برای اعداد طبیعی گنجانده شده بودند. اگر چه خواص تقارنی و تعدی اغلب به عنوان بنیادی نگریسته می‌شوند، در صورتی که جایگزینی و انعکاسی را ابتدا مفروض بگیریم، می‌توان آن‌ها را ثابت کرد.

### تساوی به عنوان محمول
زمانی که A و B به‌طور کامل مشخص نشده یا به متغیرهایی وابسته نباشند، تساوی یک گزاره است، که ممکن است برای برخی از مقادیر صادق بوده و برای برخی کاذب باشد. تساوی یک رابطه دوتایی، یا به عبارت دیگر، یک محمول دومتغیره است، که می‌تواند از آرگومان‌هایش (صادق یا کاذب) ارزش صدق تولید کند. در برنامه‌نویسی کامپیوتر، محاسبه اش از دو عبارت را به عنوان مقایسه می‌شناسند.

## تساوی در نظریه مجموعه‌ها
تساوی مجموعه‌ها در نظریه مجموعه‌ها به دو روش مختلف، و بسته به اینکه اصول آن مبتنی بر یک زبان مرتبه اول دارای یا فاقد تساوی هستند، اصل بندی می‌شوند.

### تساوی مجموعه‌ای مبتنی بر منطق مرتبه اول دارای تساوی
در FOL (منطق مرتبه اول) دارای تساوی، اصل موضوع گسترش بیان می‌کند که دو مجموعه که شامل عناصر یکسانی هستند، مجموعه‌هایی یکسان‌اند.
- اصل موضوع منطق:‏ x = y ⇒ ∀z, (z ∈ x ⇔ z ∈ y)‎
- اصل موضوع منطق:‏ x = y ⇒ ∀z, (x ∈ z ⇔ y ∈ z)‎
- اصل موضوع نظریه مجموعه‌ها: ‏(z, ((z ∈ x ⇔ z ∈ y)) ⇒ x = y∀ برای هر‎

آمیختن نیمی از کار به منطق مرتبه اول را می‌توان صرفاً به عنوان مسئله راحتی قلمداد کرد، آنگونه که لِوی می گوید:
«علتی که ما حساب محمولات مرتبه اول با تساوی را بر می گزینیم، مسئله راحتی است؛ بدین صورت رنج تعریف کردن تساوی و اثبات تمام خواصش را متحمل نمی‌شویم؛ اکنون این بار را منطق به دوش می کشد.»

### تساوی مجموعه‌ای مبتنی بر منطق مرتبه اول بدون تساوی
در FOL بدون تساوی، دو مجموعه مساوی تعریف می‌شوند اگر حاوی عناصر یکسانی باشند. پس اصل موضوع گسترش می‌گوید که دو مجموعه مساوی در مجموعه‌های یکسانی مشمول اند.
- تعریف نظریه مجموعه‌ها: «x = y» به معنای زیر است: ∀z, (z ∈ x ⇔ z ∈ y)
- اصل موضوع نظریه مجموعه‌ها: ‏x = y ⇒ ∀z, (x ∈ z ⇔ y ∈ z)‎

## همچنین نگاه کنید
- علامت مساوی
- نابرابری
- برابری منطقی
- گسترش

## یادداشت
1. ↑  (Rosser 2008، ص. 163).
2. ↑  (Lévy 2002، صص. 13, 358).
3. 1 2 3  ([[#CITEREF|]]).